# Renascer Libreño
Renascer Libreño é uma escola de samba de Paso de los Libres, Argentina.

## Segmentos

### Presidentes
| Período         | Presidente    | Ref. |
| --------------- | ------------- | ---- |
| 2011-atualidade | Miriam Encina |      |

### Diretores
| Ano  | Diretor de Carnaval | Diretor geral de harmonia | Mestre de bateria                                          | Ref.  |
| ---- | ------------------- | ------------------------- | ---------------------------------------------------------- | ----- |
| 2012 |                     |                           |                                                            |       |
| 2013 |                     |                           |                                                            |       |
| 2014 | Não desfilou        | Não desfilou              | Não desfilou                                               |       |
| 2015 |                     |                           |                                                            |       |
| 2016 |                     |                           |                                                            |       |
| 2017 |                     |                           | Santi Llanes, Alesio Montiel, Martin Silva, Rodrigo Encina | [ 5 ] |
| 2018 |                     |                           |                                                            |       |
| 2019 | Não desfilou        | Não desfilou              | Não desfilou                                               |       |
| 2020 |                     |                           |                                                            |       |
| 2021 |                     | Eduardo Lopez             |                                                            |       |

### Coreógrafo
| Ano  | Nome | Ref. |
| ---- | ---- | ---- |
| 2016 |      |      |
| 2017 |      |      |

### Casal de Mestre-sala e Porta-bandeira
| Ano  | Casal                         | Ref.  |
| ---- | ----------------------------- | ----- |
| 2016 |                               |       |
| 2017 | Selma Viera y Gabriel Aguirre | [ 6 ] |
| 2018 |                               |       |
| 2019 |                               |       |
| 2020 | Rwyna Lino y Juan Ramón Lino  |       |
| 2021 |                               |       |

### Corte de bateria
| Período | Rainha           | Madrinha                   | Ref.  |
| ------- | ---------------- | -------------------------- | ----- |
| 2016    |                  |                            |       |
| 2017    | Daniela Coradini | Dalila de Sousa Santariano |       |
| 2018    |                  |                            | [ 7 ] |
| 2019    |                  |                            |       |
| 2020    | Gabriela Barboza | Gisela Frete               | [ 8 ] |
| 2021    |                  |                            |       |

## Sambas
| Ano  | Colocação    | Enredo | Carnavalesco | Intérprete      | Ref.   |
| ---- | ------------ | --- | ------------ | --------------- | ------ |
| 2011 |              | |              |                 |        |
| 2012 | 4.º Lugar    | Las cuatro estaciones (As Quatro Estações) (Samba-enredo compuesto por ) |              |                 |        |
| 2013 | 3.º Lugar    | A mi Paso de los Libres (A meu Passo de los Libres) (Samba-enredo compuesto por Carlos Righero) |              |                 |        |
| 2014 | Não desfilou | Não desfilou | Não desfilou | Não desfilou    |        |
| 2015 | 3.º Lugar    | Yo Soy Tu Media Naranja (Eu Sou sua meia laranja) (Samba-enredo compuesto por Salvador Hassan) |              | Salvador Hassan | [ 9 ]  |
| 2016 | 3.° Lugar    | Genio Generoso, Astro Luminoso... Carlitos del Carnaval (Gênio Generoso, Estrela Luminosa... Carlitos do Carnaval) (Samba-enredo compuesto por Salvador Hassan) |              | Salvador Hassan | [ 10 ] |
| 2017 | 3.º Lugar    | Energía de mi vida (Energia da minha vida) (Samba-enredo compuesto por) |              |                 |        |
| 2018 | 4.°Lugar     | |              |                 |        |
| 2019 | Não desfilou | Não desfilou | Não desfilou | Não desfilou    |        |
| 2020 | 5.° Lugar    | Noche Entre Dioses (Noite entre deuses) (Samba-enredo compuesto por Salvador Hassan) |              | Salvador Hassan |        |
| 2021 |              | Não desfilou |              |                 |        |
| 2022 |              | Fenix – Símbolo de Fuerza, Purificación, Inmortalidad, Renacimiento (Fenix - Símbolo de Força, Purificação, Imortalidade, Renascimento) (Samba-enredo compuesto por Gil Lessa, Claudio Gregório, Marcos Padrinho, Jean Finamore, Marcelo Borboleta. Traducción Eduardo Lopez) |              |                 |        |